# Comuna Mejîsît, Ratne
Mejîsît (în ucraineană Межисить) este o comună în raionul Ratne, regiunea Volînia, Ucraina, formată din satele Brodeatîne, Mejîsît (reședința) și Zalîsîțea.

## Demografie
Componența lingvistică a satului Mejîsît
     Ucraineană (99,54%)
     Alte limbi (0,45%)
Conform recensământului din 2001, majoritatea populației satului Mejîsît era vorbitoare de ucraineană (99,54%), existând în minoritate și vorbitori de alte limbi.